# Уголовный кодекс Республики Молдова
Уголовный кодекс Республики Молдова (рум. Codul penal al Republicii Moldova) — законодательный акт Республики Молдова, который содержит правовые нормы, устанавливающие общие и специальные принципы и положения уголовного права, определяет деяния, составляющие преступления, и предусматривает наказания, применяемые к преступникам.